# بيرنجير ريفيرتير
بيرنيجير ريفيرتير (بالكتلانية: Berenguer Reverter) نبيل وفارس كتلاني، هو ابن فيكونت كونتية برشلونة ريفيرتير الأول. ولد بيرنيجير  بالمغرب، حيث كان والده يشغل منصب «قائد الروم» في صفوف الجيوش المرابطية. بعد وفات والده ترك بلاد المغرب ورجع عام 1142م إلى كاتالونيا ليتولى منصب والده. بينما بقي شقيقه علي ابن رويبتر في المغرب، وانضم لجيش الموحدين.
وكان بيرنيجير قد زار سابقا برشلونة واستقر بها بين سنوات 1133-1135م. وبسبب  دراسته في بلاد المغرب الأقصى، لم يكن بيرنيجير يوقع الرسائل بالحروف الرومانسية، بل كان يفعل ذلك باللغة العربية. استمر في منصب فيكونت برشلونة إلى غاية وفاته عام 1158م وخلفه بعد ذلك ابنه بيرنيجير الثاني من ساغوارديا